# Edward Stettinius, Jr.
Edward Reilly Stettinius, Jr. (Chicago, 22 de outubro de 1900 – Greenwich, 31 de outubro de 1949) foi um empresário e político norte-americano que serviu como Secretário de Estado dos Estados Unidos entre 1944 e 1945, durante o final da presidência de Franklin D. Roosevelt e o início da de Harry S. Truman.